# 華盛頓縣 (科羅拉多州)
華盛頓縣（英語：Washington County）是美國科羅拉多州東北部的一個縣。面積6,537平方公里。根據美國2000年人口普查，共有人口4,926。縣治阿克倫。
成立於1887年，縣名紀念首任總統喬治·華盛頓。